# Championnat américain de course automobile 1923
Navigation
1922 1924
Le Championnat américain de course automobile 1923 est la 6e édition du championnat de monoplace nord-américain et s'est déroulé du 25 février au 29 novembre sur 9 épreuves dont 8 comptant pour le classement final. Ce championnat est organisé par l'Association américaine des automobilistes (AAA).

## Calendrier
| no | Date         | Course                   | Circuit                     | Lieu                      | Type  | Pole Position  | Vainqueur                 |
| -- | ------------ | ------------------------ | --------------------------- | ------------------------- | ----- | -------------- | ------------------------- |
| 1  | 5 février    | Beverley Hills Race      | Los Angeles Motor Speedway  | Beverly Hills, Californie | Board | Frank Elliott  | Jimmy Murphy              |
| 2  | 26 avril     | Raisin Day Classic       | Fresno Speedway             | Fresno, Californie        | Board | —              | Jimmy Murphy              |
| 3  | 30 mai       | 500 miles d'Indianapolis | Indianapolis Motor Speedway | Speedway, Indiana         | Brick | Tommy Milton   | Tommy Milton Howdy Wilcox |
| 4  | 4 juillet    | Kansas City Race         | Kansas City Speedway        | Kansas City, Missouri     | Board | Jimmy Murphy   | Eddie Hearne              |
| 5  | 4 septembre  | Altoona Race             | Altoona Speedway            | Tyrone, Pennsylvanie      | Board | Earl Cooper    | Eddie Hearne              |
| 6  | 29 septembre | Fresno Race              | Fresno Speedway             | Fresno, Californie        | Board | Harlan Fengler | Harry Hartz               |
| 7  | 21 octobre   | Kansas City Race         | Kansas City Speedway        | Kansas City, Missouri     | Board | —              | Harlan Fengler            |
| 8  | 29 novembre  | Beverley Hills Race      | Los Angeles Motor Speedway  | Beverly Hills, Californie | Board | —              | Bennett Hill              |

## Classement
| Pos.     | Pilote       | Voiture           | Points |
| -------- | ------------ | ----------------- | ------ |
| Champion | Eddie Hearne | Miller            | 1882   |
| 2e       | Jimmy Murphy | Miller            | 1350   |
| 3e       | Bennett Hill | Miller Duesenberg | 955    |
| 4e       | Harry Hartz  | Miller Duesenberg | 820    |
| 5e       | Tommy Milton | Miller            | 810    |

## Courses organisées par l'AAA ne comptant pas pour le championnat
| Date         | Course       | Circuit                    | Lieu               | Type | Pole Position | Vainqueur    |
| ------------ | ------------ | -------------------------- | ------------------ | ---- | ------------- | ------------ |
| 15 septembre | Syracuse 100 | New York State Fairgrounds | Syracuse, New York | Dirt | —             | Tommy Milton |